# Saint-Ouen-des-Champs
Saint-Ouen-des-Champs település Franciaországban, Eure megyében. Lakosainak száma 301 fő (2018. január 1.).

## Népesség
A település népessége az elmúlt években az alábbi módon változott:
| Lakosok száma | 179  | 200  | 181  | 298  | 324  | 293  | 310  | 320  | 306  | 301  |
|               | 1968 | 1975 | 1982 | 1999 | 2006 | 2011 | 2013 | 2016 | 2017 | 2018 |